# 杨信 (1950年)
杨信（1950年5月—），男，黑龙江绥化人，中华人民共和国政治人物。研究员级高级农艺师，中央党校经济管理专业、哈尔滨师范大学经济管理专业毕业，中央党校在职研究生。曾任大庆市人民政府市长，齐齐哈尔市人民政府市长，中共齐齐哈尔市委书记，齐齐哈尔市人大常委会主任。2014年9月，因涉嫌“严重违纪违法”被中纪委调查。

## 生平
杨信1950年出生在黑龙江省绥化市。1968年11月，参加工作。1969年9月，加入中国共产党。曾在中共中央党校经济管理专业、哈尔滨师范大学经济管理专业学习。
1968年到1980年8月，杨信在绥化县（绥化市）工作，曾担任公社干部、党委委员、组织部干事。
1980年8月到1983年5月，杨信调到青冈县，最后担任该县副县长。
1983年5月到1985年4月和1986年4月到1986年8月，杨信调回绥化地区（绥化市）任职，两度担任“整党办公室副主任”。
1985年4月到1986年4月，杨信担任黑龙江省海伦县县委副书记。
1986年8月到1989年7月，杨信担任黑龙江省庆安县县委书记。
1989年7月到1992年11月，杨信调回绥化地区（绥化市），担任行署副专员。
1992年11月到1996年11月，杨信出任大庆市副市长，随后担任大庆市委常委、常务副市长，1997年11月，升任大庆市委副书记、市长。
2000年3月到2000年8月，杨信调到哈尔滨市，出任黑龙江省农委主任、党组书记。
2000年8月到2001年2月，杨信担任齐齐哈尔市委副书记、代市长、党组书记，2001年2月，杨信得到连任，并且正式行使市长职权，2003年3月，杨信第三次得到连任。2003年6月，杨信被擢升为中共齐齐哈尔市委书记、市人大常委会主任、党组书记。2004年2月，杨信连任中共齐齐哈尔市委书记，2009年2月，杨信连任市委书记并且兼职市人大常委会主任。2010年2月到2012年1月，杨信再度担任齐齐哈尔市人大常委会主任。
2014年9月25日，因涉嫌“严重违纪违法”接受组织调查。2015年11月，被开除党籍。